# Indian Coast Guard
Indian Coast Guard (Dewanagari भारतीय तट रक्षक Bharatiya Thatrakshak) – Indyjska Straż Wybrzeża, paramilitarna formacja indyjska odpowiedzialna ze przestrzeganie prawa, ochronę interesów Indii i działania chroniące życie i mienie w obrębie Wyłącznej Strefy Ekonomicznej tego kraju.

## Historia
25 sierpnia 1976 roku w Indiach została przyjęta ustawa proklamująca Wyłączną Strefę Ekonomiczną (The Martime Zones of India Act) o powierzchni 2,8 mln km². W celu ochrony swoich interesów w strefie powołano Indian Coast Guard. 1 lutego 1977 roku indyjski rząd wydał rozporządzenie o utworzeniu straży wybrzeża a rok później, 1 lutego 1978 roku parlament wydał ustawę (The Coast Guard Act) określającą ramy prawne działania służby. 18 sierpnia 1978 roku Straż Wybrzeża ogłosiła swoją gotowość. Powołanie straży poprzedzone były pracami studyjnymi mającymi określić charakter nowo powstałej służby. Indie nie kryją faktu, że wzorem dla nowej organizacji była amerykańska US Coast Guard.

## Zadania
Podstawowe zadania jakim musi sprostać Indian Coast Guard to:
- ochrona bogactw naturalnych w Wyłącznej Strefie Ekonomicznej
- zapewnienie bezpieczeństwa morskim instalacjom indyjskim w strefie.
- ochrona rybołówstwa i pomoc jednostkom rybackim w razie potrzeby.
- ochrona środowiska naturalnego, zapobieganiu powstawaniu zanieczyszczeń.
- akcję Search and Rescue
- walka z przemytem i nielegalną imigracją oraz wspieranie innych służb (celnych, policji) w tych działaniach.

## Organizacja
Na czele Straży stoi Dyrektor Generalny (który odpowiada swoją rangą wiceadmirałowi w marynarce), jego zastępcą jest Inspektor Generalny. Straż podporządkowana jest Ministerstwu Obrony Indii. W momencie wybuchu wojny Straż przechodzi pod rozkazy marynarki wojennej. Obszar działania służby podzielony jest na trzy Regiony Morskie a każdy z nich na Obszary Morskie. W sumie jest jedenaście obszarów. Dodatkowo dowództwom obszarów morskich podlegają cztery samodzielne placówki Straży Wybrzeża. Siły powietrzne Straży zorganizowane są w dwa obszary powietrzne i trzy placówki powietrzne podlegające bezpośrednio dowództwom regionów morskich. Kwatera główna Straży mieści się w New Delhi. Obecnie siły liczą 5440 ludzi w tym 633 oficerów.
| Podległe jednostki | Western Region Region Zachodni                                                                    | Eastern Region Region Wschodni                                                  | Andaman & Nicobar Region Region Andamanów i Nikobarów |
| ------------------ | ------------------------------------------------------------------------------------------------- | ------------------------------------------------------------------------------- | ----------------------------------------------------- |
| Kwatera Główna     | Mumbaj (Bombaj)                                                                                   | Ćennaj                                                                          | Port Blair                                            |
| Obszary Morskie    | Obszar 1 (Porbandar) Obszar 2 (Mumbaj) Obszar 3 (New Mangalore) Obszar 4 (Koczin) Obszar 11 (Goa) | Obszar 5 (Ćennaj) Obszar 6 (Visakhapatnam) Obszar 7 (Paradip) Obszar 8 (Haldia) | Obszar 9 (Diglipur) Obszar 10 (Campbell Bay)          |

Lista Dyrektorów Generalnych od początku istnienia Indyjskiej Straży Wybrzeża
| Dyrektorzy Generalni indyjskiej straży wybrzeża | Rozpoczęcie służby  | Zakończenie służby |
| ----------------------------------------------- | ------------------- | ------------------ |
| V.A. Kamath                                     | 18 sierpnia 1978    | 31 marca 1980      |
| Swaraj Prakash                                  | 1 kwietnia 1980     | 31 marca 1982      |
| M.R. Schunkar                                   | 1 kwietnia 1982     | 31 marca 1984      |
| S. Jain                                         | 19 czerwca 1984     | 14 lutego 1985     |
| I.J.S. Khurana                                  | 15 lutego 1985      | 30 czerwca 1987    |
| H.Johnson                                       | 10 lipca 1987       | 27 czerwca 1990    |
| S.W. Lakhar                                     | 28 czerwca 1990     | 31 sierpnia 1992   |
| K.K. Kohli                                      | 5 października 1992 | 3 stycznia 1995    |
| P.J. Jacob                                      | 4 stycznia 1995     | 17 listopada 1996  |
| R.N. Ganesh                                     | 18 listopada 1996   | 4 marca 1999       |
| C. DeSilva                                      | 5 marca 1999        | 6 marca 2001       |
| Rameshwar Singh                                 | 7 marca 2001        | 29 sierpnia 2001   |
| O.P. Bansal                                     | 30 września 2001    | 12 stycznia 2003   |
| Sureesh Mehta                                   | 13 stycznia 2003    | 19 sierpnia 2004   |
| A.K. Singh                                      | 20 sierpnia 2004    | 24 lutego 2006     |
| P. Paleri                                       | 28 lutego 2006      | 31 sierpnia 2006   |
|                                                 | 31 sierpnia 2006    | 30 listopada 2008  |
| Anil Chopra                                     | 1 grudnia 2008      | do dzisiaj         |

## Wyposażenie
Indyjska Straż Wybrzeża swoje zadania realizuje wykorzystując jednostki pływające oraz samoloty i śmigłowce.

### Główne typy używanych jednostek pływających
| Typ                 | Ilość | Charakterystyka                 | Wyporność |
| ------------------- | ----- | ------------------------------- | --------- |
| Typ Sankalp         | 2     | Duży okręt patrolowy            | 2300 t    |
| Typ Samar           | 5     | Duży okręt patrolowy            | 2000 t    |
| Typ Vikram          | 9     | Duży okręt patrolowy            | 1220 t    |
| Typ Jija Bay        | 15    | Przybrzeżna jednostka patrolowa | 200 t     |
| Typ Vadyar          | 8     | Przybrzeżna jednostka patrolowa | 2,4 t     |
| Typ Bristol         | 4     | Przybrzeżna jednostka patrolowa | 5,5 t     |
| Air Cushion Vehicle | 6     | Poduszkowiec                    |           |

### Lotnictwo Indyjskiej Straży Wybrzeża
Obecnie Straż Wybrzeża jest w posiadaniu 24 samolotów patrolowych Dornier Do 228 oraz 17 śmigłowców Aérospatiale Alouette III (produkowanych w Indiach jako HAL Chetak) i 4 śmigłowce HAL Dhruv. Straż posiada następujące dywizjony:
- 700 Squadron w Damanie i Kolkacie
- 744 Squadron w Ćennaju
- 745 Squadron w Port Blair
- 800 Squadron w Goa (jednostka śmigłowców)
- 841 Squadron w Damanie (jednostka śmigłowców)
- 842 Squadron w Mumbaju (jednostka śmigłowców)
- 848 Squadron w Ćennaju (jednostka śmigłowców)
- Indian Coast Guard Extensive Flying Unit w Goa (jednostka śmigłowców)
- Port Blair Chetak flight w Port Blair (śmigłowce które stacjonują na lądzie, ale operacyjnie podlegają dwóm okrętom patrolowym typu Vikram)